# Lucjan Niemyjski

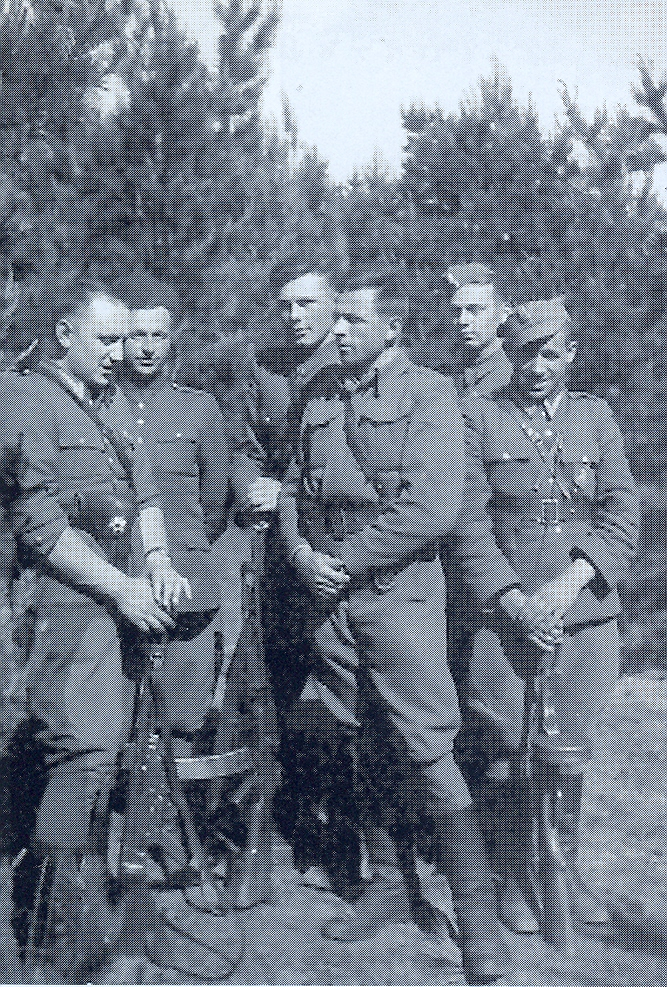
Kadra oddziału „Huzara”. Od lewej: Lucjan Niemyjski „Krakus”, Józef Brzozowski „Hanka”, „Zbir”, Wacław Zalewski „Zbyszek”, Witold Buczak „Ponury”, Józef Gontarczuk „Korsarz”" „Jurek”, Stanisław Łapiński „Orzełek”. Zdjęcie wykonano prawdopodobnie w 1951 roku

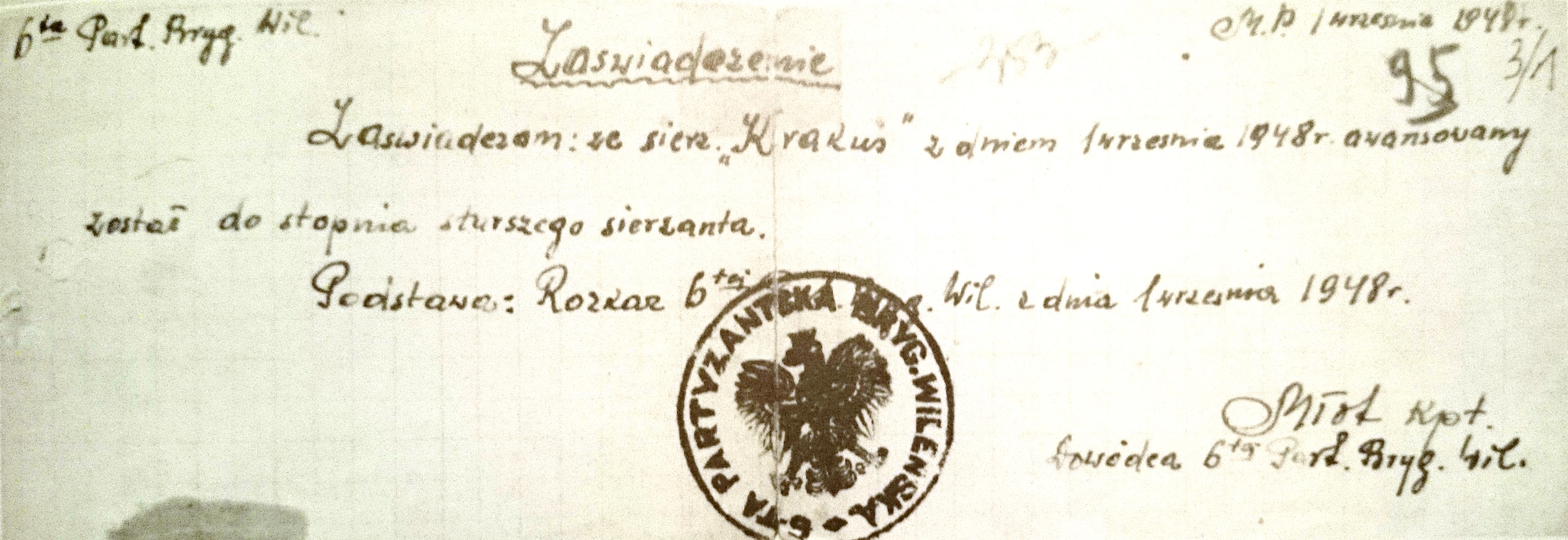
Zaświadczenie wystawione przez Władysława Łukasiuka „Młota”, dowódcę 6 Wileńskiej Brygady (WiN) o awansowaniu Lucjana Niemyjskiego „Krakusa” na stopień starszego sierżanta

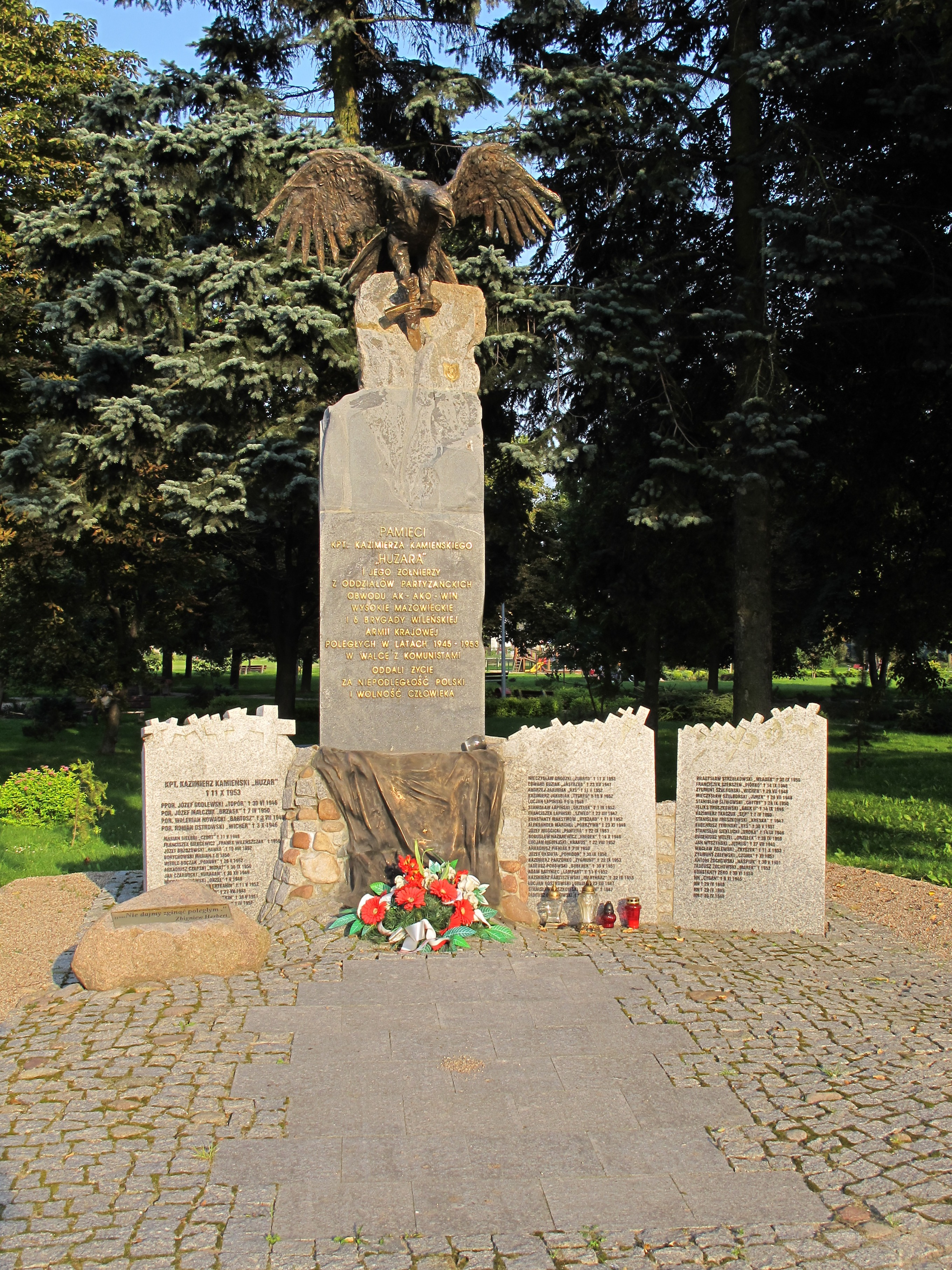
Pomnik poświęcony Kazimierzowi Kamieńskiemu i żołnierzom 6 Brygady Wileńskiej w Wysokiem Mazowieckiem. Wśród żołnierzy wymieniony jest również Lucjan Niemyjski

Lucjan Niemyjski pseud. Krakus (ur. ok. 1920, zm. 22 sierpnia 1952 w Łapach) – podoficer Armii Krajowej i Zrzeszenia Wolność i Niezawisłość, starszy sierżant 6 Partyzanckiej Brygady Wileńskiej, dowódca patrolu w oddziale Kazimierza Kamieńskiego, żołnierz wyklęty.

## Życiorys
W czasie II wojny światowej był żołnierzem AK. Po wojnie ujawnił się przed organami bezpieczeństwa w ramach amnestii w 1947 roku, jednak służby te nie dotrzymały wobec niego gwarancji amnestyjnych. Został poddany represjom i aresztowany, jednak udało mu się zbiec z rąk UB. W kwietniu 1947 roku dołączył do Kazimierza Kamieńskiego „Huzara”, który odtwarzał po „amnestii” swój oddział. Niemyjski był jednym z pierwszych towarzyszy Kamieńskiego w jego oddziale.
W maju 1947 roku oddział „Huzara” spotkał się we wsi Lubowicz Wielki z por. Władysławem Łukasiukiem „Młotem”, który przybył tam na czele jednego ze szwadronów odtworzonej rok wcześniej 6 Wileńskiej Brygady. Wkrótce oddział „Huzara” wszedł w skład 6 Wileńskiej Brygady. Według niektórych źródeł  oddział „Huzara” został przemianowany na 1 szwadron. Od lata 1948 roku por. Kazimierz Kamieński „Huzar” pełnił oficjalną funkcję zastępcy dowódcy 6 Brygady Wileńskiej.
1 września 1948 roku Lucjan Niemyjski został awansowany przez „Młota” na starszego sierżanta. „Młot” zginął 27 czerwca 1949 roku, a jego następcą, ostatnim dowódcą 6 Wileńskiej Brygady został bezpośredni przełożony Niemyjskiego, Kazimierz Kamieński „Huzar”.
W drugiej połowie lipca 1950 roku „Huzar” zarządził na terenie powiatu wysokomazowieckiego koncentrację sił po wielkiej akcji likwidacji podziemia antykomunistycznego na terenie Podlasia. Siły „Huzara” zostały podzielone na cztery pododdziały (patrole) liczące razem 20 żołnierzy. Jednym z nich dowodził Lucjan Niemyjski „Krakus”, a jego skład był następujący: Mieczysław Grodzki „Żubryd”, Tadeusz Żochowski „Marek”, Józef Gontarczuk „Korsarz”. Patrol ten działał na terenie powiatu wysokomazowieckiego. „Krakus” był zastępcą „Huzara”.

22 sierpnia 1952 roku grupa operacyjna UB osaczyła na melinie w gospodarstwie Kowalewiczów w Łapach-Witach (obecnie dzielnica Łap) st. sierż. Lucjana Niemyjskiego „Krakusa”. Wydał go sąsiad, bity bez przerwy przez 3 dni. Henryka Kowalewicz, którą funkcjonariusze zmusili do namawiania Niemyjskiego do poddania się i złożenia broni, tak relacjonowała wydarzenia: 

Już dniało, jak prowadzili mnie do domu. Dookoła zabudowań karabiny maszynowe ponastawiali. Podeszłam pod chlew i mówię: «Panie Lutku, proszę wyjść, bo wojsko wie, że pan u nas jest». Po chwili usłyszałam szelest słomy. Schodził na dół. Odsunęłam się więc na bok od drzwi. Nagle padł strzał. Podbiegłam do chlewa, otworzyłam drzwi. Na ziemi leżał «Krakus» – jeszcze drgał. Był ubrany w wojskowe spodnie i białą koszulę. Obok odrzuconej na bok ręki leżał pistolet. Strzelił sobie w usta. Nie chciał oddać się w ich ręce, bo wiedział, co go czeka. Opowiadał nam kiedyś, że już po ujawnieniu [w 1947 roku] był aresztowany i tak bity, że w stawie go cucili. Potem uciekł z tego aresztu. Teraz wolał odebrać sobie życie niż pozwolić drugi raz się złapać. Miał może trzydzieści lat.

Po zabraniu jego zwłok grupa operacyjna spędziła mieszkańców w jedno miejsce i dokonała selekcji osób przeznaczonych do aresztowania. Atmosferę panującą w czasie obławy sił bezpieczeństwa tak relacjonowała jedna z aresztowanych wtedy mieszkanek Łap-Wit: 

Do domu zaraz weszli ubecy w wojskowych mundurach. Zdemolowali całe mieszkanie, wszystko z szaf wyrzucili na podłogę. Nie wiem czego szukali. Na ścianie zobaczyli portret Piłsudskiego. «Po co to jeszcze wisi? Szlachta – was to tylko do ziemi» – zaczęli straszyć. Jakiś oficer powiedział: «Pójdziecie z nami». Także mojej siostrze kazali się ubrać i zapędzili nas na pole pod wsią. Była siódma rano. Chyba ze wszystkich domów w Witach spędzono ludzi na to pole. Siedzieliśmy na trawie, a nad nami krążyły samoloty. Po chwili mamusia przyniosła mi palto, bo poranek był zimny, deszczowy. No i strach. Około godz. 14.00 przyjechały samochody ciężarowe. Na jednym z nich na snopku
siana leżało ciało «Krakusa». Z oczu i ust szła krew. Wydawało mi się, że z żalu serce mi pęknie. Tą samą ciężarówką zawieźli nas na UB w Wysokiem Mazowieckiem. 29 września 1952 r. skazana zostałam na 10 lat..

## Upamiętnienie
W Wysokiem Mazowieckiem odsłonięto pomnik upamiętniający Kazimierza Kamieńskiego, oficerów i żołnierzy 6 Wileńskiej Brygady. Wśród poległych wymieniony jest również Lucjan Niemyjski.
11 sierpnia 2013 roku odsłonięto w Łapach obelisk upamiętniający st. sierż. Lucjana Niemyjskiego.
Postanowieniem prezydenta RP Lecha Kaczyńskiego z 9 listopada 2007 roku „za wybitne zasługi dla niepodległości Rzeczypospolitej Polskiej” Lucjan Niemyjski został pośmiertnie odznaczony Krzyżem Komandorskim z Gwiazdą Orderu Odrodzenia Polski, a przekazanie orderu rodzinie odbyło się 11 listopada tego samego roku w czasie uroczystości z okazji Narodowego Święta Niepodległości.